# Ukraiinske, Bar
Ukraiinske (în ucraineană Українське) este un sat în așezarea urbană Kopaihorod din raionul Bar, regiunea Vinnița, Ucraina.

## Demografie
Componența lingvistică a localității Ukraiinske
     Ucraineană (99,27%)
     Alte limbi (0,73%)
Conform recensământului din 2001, majoritatea populației localității Ukraiinske era vorbitoare de ucraineană (99,27%), existând în minoritate și vorbitori de alte limbi.